# 機動戦士ガンダム エクストリームバーサス フォース
『機動戦士ガンダム エクストリームバーサス フォース』（きどうせんしガンダム エクストリームバーサス フォース、MOBILE SUIT GUNDAM EXTREME VS. FORCE）は、バンダイナムコエンターテインメントより2015年12月23日に発売されたPlayStation Vita用ソフト。ガンダムシリーズを題材にしたチーム対戦型アクションゲーム『機動戦士ガンダム vs.シリーズ』の第12弾。『エクストリームバーサス』シリーズとしては第4弾となるゲーム作品。

## 概要
従来のエクストリームバーサスシリーズはアーケードゲームとして発売され、家庭用に移植されるパターンが多かったが、本作は家庭用オリジナルの作品となる。基本は従来のガンダムVS.シリーズと同様の2on2のバトルだが、新搭載の「EXTREME FORCEモード」では最大6機＋戦艦1隻の部隊を率いて戦うことができる。従来のEXVSシリーズではサイコガンダムやシャンブロなどの巨大MS、MAは敵（CPU）専用の機体だったが、本作では戦艦枠の味方機として使用可能。
1月28日のアップデートにより、フリーバトルが追加。シリアルコード開放以外の機体が自由に選択可能。CPU相手に自由にバトルが可能になった。
さらに6月1日のアップデートによりCPU専用機体やボス機体が僚機専用として選択可能となった。

## 登場する機動兵器
通常のプレイアブル機のほかに僚機専用機体が存在する。新たに『機動戦士ガンダム 鉄血のオルフェンズ』からガンダム・バルバトスや、『ガンダム Gのレコンギスタ』からG-セルフが登場する。■はアップデートで追加、追加予定の機体。▲は初回封入特典。

### プレイヤー機体
機動戦士ガンダム
ガンダム / アムロ・レイ
シャア専用ザクII / シャア・アズナブル
アッガイ 【ジュアッグ】/ アカハナ
ギャン / マ・クベ
シャア専用ゲルググ / シャア・アズナブル
ジオング / シャア・アズナブル
機動戦士ガンダム 第08MS小隊
ガンダムEz8 / シロー・アマダ
機動戦士ガンダム0080 ポケットの中の戦争
ガンダムアレックス / クリスチーナ・マッケンジー
機動戦士ガンダム0083 STARDUST MEMORY
ガンダム試作1号機フルバーニアン / コウ・ウラキ
■ガンダム試作2号機  / アナベル・ガトー
機動戦士Ζガンダム
Ζガンダム / カミーユ・ビダン
百式 / クワトロ・バジーナ
ガンダムMk-II（ティターンズ仕様） / カミーユ・ビダン
ガンダムMk-II（エゥーゴ仕様） / エマ・シーン
ハンブラビ【ハンブラビ】 / ヤザン・ゲーブル
ジ・O / パプテマス・シロッコ
機動戦士ガンダムΖΖ
フルアーマーΖΖガンダム / ジュドー・アーシタ
キュベレイ / ハマーン・カーン
機動戦士ガンダム 逆襲のシャア
リ・ガズィ / アムロ・レイ
νガンダム / アムロ・レイ
サザビー / シャア・アズナブル
機動戦士ガンダムUC
ユニコーンガンダム / バナージ・リンクス
フルアーマーユニコーンガンダム / バナージ・リンクス
デルタプラス / リディ・マーセナス
クシャトリヤ / マリーダ・クルス
シナンジュ / フル・フロンタル
バンシィ / マリーダ・クルス
バンシィ・ノルン/ リディ・マーセナス
機動戦士ガンダムF91
ガンダムF91 / シーブック・アノー
機動戦士Vガンダム
V2ガンダム　/ ウッソ・エヴィン
機動武闘伝Gガンダム
ゴッドガンダム / ドモン・カッシュ
■マスターガンダム / 東方不敗マスター・アジア
新機動戦記ガンダムW
ウイングガンダムゼロ / ヒイロ・ユイ
■トールギスII/ トレーズ・クシュリナーダ
機動新世紀ガンダムX
ガンダムダブルエックス 【Gファルコン、GXビット】/ ガロード・ラン＆ティファ・アディール
■ガンダムヴァサーゴ・チェストブレイク【ガンダムアシュタロン・ハーミットクラブ】/ シャギア・フロスト
∀ガンダム
∀ガンダム / ロラン・セアック
■ターンX / ギム・ギンガナム
機動戦士ガンダムSEED
フリーダムガンダム / キラ・ヤマト
機動戦士ガンダムSEED DESTINY
■ストライクフリーダムガンダム / キラ・ヤマト
インフィニットジャスティスガンダム / アスラン・ザラ
デスティニーガンダム / シン・アスカ
グフイグナイテッド / ハイネ・ヴェステンフルス
▲デスティニーガンダム（ハイネ機）/ ハイネ・ヴェステンフルス
機動戦士ガンダム00
ガンダムエクシア / 刹那・F・セイエイ
■ダブルオーガンダム【オーライザー】 / 刹那・F・セイエイ（セカンドシーズン）、沙慈・クロスロード（声のみ）
機動戦士ガンダムAGE
ガンダムAGE-1 / フリット・アスノ
ガンダム Gのレコンギスタ（vs.シリーズ初登場）
G-セルフ / ベルリ・ゼナム
■マックナイフ / マスク
機動戦士ガンダム 鉄血のオルフェンズ（vs.シリーズ初登場）
▲ガンダム・バルバトス (第4形態) / 三日月・オーガス
▲ガンダム・バルバトス (第1形態)/ 三日月・オーガス
ガンダムEXA VS
■エクストリームガンダム type-セシア エクセリア/ セシア・アウェア

## ボス
機動戦士ガンダム
ビグ・ザム/ ドズル・ザビ
エルメス/ ララァ・スン
機動戦士Ζガンダム
サイコガンダム/フォウ・ムラサメ
機動戦士ガンダムΖΖ
サイコガンダムMk-II/プルツー
クィン・マンサ/プルツー
機動戦士ガンダムUC
シャンブロ 【ザクI・スナイパータイプ&ファット・アンクル改】/ロニ・ガーベイ
ネオ・ジオング/フル・フロンタル

## 僚機
◎は量産機、☆は専用機
機動戦士ガンダム
☆ガンキャノン / カイ・シデン
◎ジム
◎ザクII
☆ドム/ ガイア
◎ズゴック
☆シャア専用ズゴック/ シャア・アズナブル
◎リック・ドム
◎量産型ゲルググ
機動戦士Ζガンダム
◎リック・ディアス(黒)
☆リック・ディアス(赤) / クワトロ・バジーナ
☆ディジェ / アムロ・レイ
◎ジムII
◎ハイザック
☆バイアラン / ジェリド・メサ
☆パラス・アテネ / レコア・ロンド
機動戦士ガンダムΖΖ
☆Ζガンダム（ルー搭乗） / ルー・ルカ
☆ガンダムMk-II（エル搭乗） / エル・ビアンノ
◎ガザC
☆キュベレイMk-II / エルピー・プル
◎量産型キュベレイ
機動戦士ガンダム 逆襲のシャア
◎ジェガン
◎ギラ・ドーガ
☆ヤクト・ドーガ  / ギュネイ・ガス
機動戦士ガンダムUC
◎リゼル
◎ギラ・ズール
☆ギラ・ズール（アンジェロ・ザウパー専用機） / アンジェロ・ザウパー

## オリジナルキャラクター
ex-（EX-A000）
本作の主人公で、実験ステーション「アース0」で行われる「FA計画（プロジェクト・フォース）」の実行する疑似人格。他の作品の人物に直接ダイブする機能を持つ。本ゲームシリーズや連動漫画『ガンダムEXA』に登場する「ex-（イクス）」との関連性は不明。
アイレ、テレノ
声：伊藤かな恵（アイレ）、三上枝織（テレノ）
「FA計画（プロジェクト・フォース）」を実行する主人公をサポートするホロアクター。

## 音楽

### テーマ曲
Inherit the Force -インヘリット・ザ・フォース-
作詞：井上秋緒、作曲・編曲：浅倉大介、歌：T.M.Revolution